# Chainmail
Chainmail è un wargame tridimensionale creato da Gary Gygax e Jeff Perren. L'edizione del 1971 comprendeva un supplemento fantasy, uno dei set di regole più antichi per il wargame tridimensionale fantasy, e comprendeva incantesimi e mostri che sarebbero riapparsi nel gioco di ruolo fantasy Dungeons & Dragons.

## Inizi
L'uso di miniature Elastolin in scala 40mm per il wargame di ambientazione medievale era popolarizzato dal gioco Siege of Bodenburg che comparve nella rivista Strategy & Tactics nel 1967. Questo motivò Jeff Perren a sviluppare alcune pagine di regole per queste miniature. Introdusse alle regole Gary Gygax e la LGTSA. Gygax espanse le regole a 16 pagine e le pubblicò nel notiziario della IFW e della Castle & Crusade Society.

## Le regole
Ogni figura rappresentava 20 uomini. Le truppe erano divise in sei tipi base: fanteria leggera, fanteria pesante, fanteria corazzata, cavalleria leggera, cavalleria media e cavalleria pesante. Il combattimento veniva risolto con il tiro di dadi a sei facce: per esempio quando la cavalleria pesante attaccava la fanteria leggera l'attaccante poteva tirare 4 dadi per uomo, e ogni 5 o 6 indicava un morto. D'altra parte la fanteria leggera tirava in questa situazione un dado per ogni uomo e solo un 6 indicava un morto.
Regole aggiuntive regolavano le armi da lancio e il fuoco d'artiglieria, movimento e terreno, cariche, fatica, morale e la cattura di prigionieri.

## Il supplemento fantasy
Le regole vennero pubblicate con il nome Chainmail quando furono pubblicate per la prima volta dalla Guidon Games nel 1971. Per questa edizione del gioco Gygax aggiunse regole per la giostra, il combattimento uomo-a-uomo e per battaglie contro creature fantasy. Le regole di combattimento uomo-a-uomo usavano due dadi a sei facce per determinare il successo del colpo e tenevano conto dell'arma dell'attaccante e dell'armatura del difensore. La sequenza delle armature era praticamente identica a quella che venne successivamente usata in Dungeons & Dragons.
Le creature fantasy e gli incantesimi sfruttavano la popolarità dell'epoca del romanzo Il Signore degli Anelli e aiutarono le vendite. In un'intervista del 2001 Gygax ricordò che:
»
Ognuna delle creature fantasy veniva trattata come uno dei sei tipi base di truppa. Per esempio gli halfling venivano trattati come fanteria leggera e gli elfi come fanteria pesante. I giganti corrispondevano a 16 soldati di fanteria pesante, ed occorrevano 12 colpi riusciti cumulativi per ucciderli. I maghi non erano limitati a palle di fuoco e fulmini: potevano lanciare altri incantesimi. Diversamente da D&D un mago più potente poteva cancellare l'incantesimo di uno più debole tirando un 7 o più con due dadi a sei facce.

## Uso con Dungeons & Dragons
Dave Arneson usò Chainmail nella sua campagna Blackmoor e molti elementi di Chainmail furono trasferiti integralmente in Dungeons & Dragons (1974). Infatti l'edizione originale di D&D raccomandava al lettore il possesso di una copia Chainmail. Gygax era intenzionato ad usare le regole di combattimento di Chainmail in D&D, anche se fornì una tabella di attacco basata sul tiro di un dado a 20 facce (D20), che divenne infine lo standard di gioco di D&D.
Il vantaggio reale dell'usare Chainmail con D&D era che permetteva di combattere anche battaglie tra eserciti. Poiché D&D introdusse nuovi incantesimi e mostri, Chainmail dovette essere aggiornato per descriverle. Gygax decise che la tecnica di trattare ogni creatura fantasy come equivalente a un certo numero di uomini non stava funzionando, ed in Swords & Spells (1976) optò per un approccio senza dadi, che mediava le caratteristiche di ogni mostro di D&D. A causa probabilmente della produzione affrettata, Swords & Spells non si diffuse molto.

## Prodotti successivi
Nel 1975 la TSR acquisì i diritti e pubblicò la terza edizione di Chainmail, che fu disponibile fino alla fine degli ottanta. La TSR quindi si concentrò sui giochi di ruolo lasciando spazio a competitori come Warhammer della Games Workshop. Nel 1985 la TSR pubblicò un successore a Chainmail intitolato Battlesystem di cui furono pubblicate due edizioni.
Un gioco differente basato su una variante semplificata del d20 System fu brevemente disponibile con il nome Chainmail nel 2002. Fu rimpiazzato l'anno seguente dal Dungeons and Dragons Miniatures Game. Parte dei motivi del cambiamento fu il relativamente debole successo del nuovo Chainmail, basato su tradizionali miniature in metallo, in confronto alla competizione di Mage Knight che utilizza miniature in plastica predipinte.